# 查爾斯·歐克利
查爾斯·屋利（英語：Charles Oakley，1963年12月18日—），又譯為查爾斯·歐克利，生於美國俄亥俄州克里夫蘭，前職業籃球員，主打位置為大前鋒。曾效力於美國國家籃球協會（NBA）的芝加哥公牛、紐約尼克、多倫多暴龍、華盛頓巫師與休斯頓火箭。

## 早年生活
屋利出身於克利夫蘭，高中就讀於俄亥俄州約翰海伊高中，大學就讀維吉尼亞大學，1984-85年的大四賽季，屋利帶領維吉尼亞大學奪得1985年CIAA冠軍。那一年黑豹隊的戰績為31勝1敗，屋利場均得到24分和 17.3個籃板。屋利被評為NCAA年度最佳II級球員。在他的大學生涯中，他得到了 2,379分和1,642個籃板。

## NBA生涯

### 芝加哥公牛(1985-1988)
屋利在1985年NBA選秀中被克里夫蘭騎士隊以第9順位選中，隨後被交易到芝加哥公牛隊。屋利為邁克爾·喬丹帶領的公牛提供了另一個得分點和穩定的防守表現。他還承擔了球隊“警察”的角色，其職責主要是保護年輕的喬丹避免受對手的投籃和粗暴戰術的傷害。因其粗獷的風度和嚴肅的態度，被賦予“橡樹”的綽號。

### 紐約尼克(1988-1998)
隨著霍勒斯·格蘭特被選進球隊和開始培養，公牛隊將屋利交易到紐約尼克隊，換來7呎1吋的中鋒比爾·卡特萊特。屋利最終成為尼克隊核心之一，其中還包括 派屈克·尤因、約翰·斯塔克斯和控球後衛馬克·傑克遜。在尼克隊的1994賽季，屋利場場先發，包括25場季後賽，創下了單季107場先發的記錄。在尼克隊效力期間，屋利主要以防守聞名。

### 多倫多暴龍(1998-2001)
1998年，屋利被尼克隊交易到多倫多暴龍隊，換來新秀馬庫斯·坎比，對於猛龍隊來說，借助他的征戰經驗為文斯·卡特和特雷西·麥克格雷迪為首的年輕球員成長。